# Bergen, Vogtland
Bergen là một đô thị thuộc huyện Vogtland, bang Sachsen, Đức. Đô thị Bergen, Vogtland có diện tích 8,3 km², dân số thời điểm ngày 31 tháng 12 năm 2006 là 1060 người.